# غروت ماريكو
غروت ماريكو قرية صغيرة في المقاطعة الشمالية الغربية بجنوب إفريقيا. ويعتمد الاقتصاد بنحو كبير على الزراعة والتعدين والسياحة. وسميت جروت ماريكو على نهر ماريكو.